# 舵效
舵效，用来描述舵在船舶航行时改变方向的能力，亦即舵对航向的控制能力。当船只需要改变方向的角度相同时，所需要的时间越短，所需要舵转过的角度越小，称为舵效越佳。

## 影响因素
- 水流速度：舵效与水流速度的平方成正比关系。
- 船只重量
- 吃水多少：吃水越多，舵效越差。
- 船身倾斜：船首倾斜，舵效差；船尾倾斜，舵效好；横向倾斜对舵效总体影响不大。